# うだつをいける

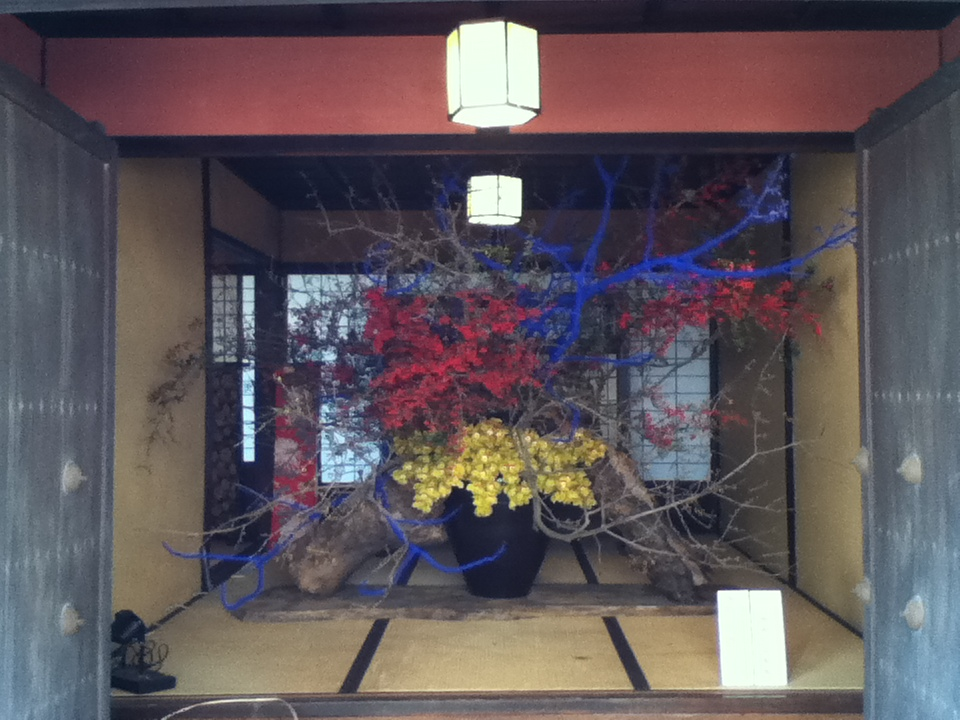
うだつをいける

うだつをいけるは、2007年より徳島県美馬市うだつの町並み内藍商佐直吉田家住宅で行われる、華道家假屋崎省吾による観光イベントである。

## 概要
比較的観光客の多い温暖期の観光シーズンとは異なり、冬のうだつの町並みの観光客の入り込みは少なかった。2007年から始まった当イベントは、わずか1か月間ほどではあるが、冬のイベントとして定着し、毎年1万人以上の人出で賑わっている。

## 主題
第１回　2007年　うだつをいける
第２回　2009年　假屋崎省吾～飛翔～うだつをいける
第３回　2010年　うだつをいけるKISEKI
第４回　2011年　うだつをいけるIBUKI
第５回　2012年　うだつをいける～花の絆～
第６回　2013年　うだつをいける～華ルネッサンス～
第７回　2014年　うだつをいける～百花絢爛～

## 催し物
2013年の例
1．こころときめく花教室
2．フラメンコinうだつ
3．アコースティックギター
4．ハンドメイドアクセサリ教室
5．うだつをいける夜の部、甘酒
6．絵手紙教室
7．うだつ音楽祭2013

## 主催
美馬市、(一社)美馬観光ビューロー、うだつまつり実行委員会
- 徳島県
- 美馬市
- (一社)美馬観光ビューロー
- うだつまつり

## 交通アクセス
- うだつの町並み

脇町インターチェンジより車 約10分
穴吹駅よりタクシー　約10分

## メディア
- 朝日新聞　徳島で作品展[リンク切れ]
- 時事通信　豪商宅で假屋崎さんの華道展[リンク切れ]
- 読売新聞　花香るうだつの町並み[リンク切れ]